# آمبارنایا
آمبارنایا (روسی: Амбарная) یک رود در سرزمین کراسنویارسک کشور روسیه است.